# 皇家荷蘭足球協會
皇家荷蘭足球協會（荷蘭語：Koninklijke Nederlandse Voetbal Bond，簡稱KNVB），是荷蘭負責全權管理荷蘭所有足球管理事宜的機構，管理範圍包括荷蘭各級別的聯賽、荷蘭盃及荷蘭國家足球隊。該協會成立於1889年，1904年加入國際足協成為創始會員，亦為歐洲足協創始成員。

## 历史
1889年，荷兰足球和田径协会（Nederlandsche Voetbal en Athletiek Bond，NVAB）成立。
1895年，协会决定专注于足球运动，更名为荷兰足球协会（Nederlandse Voetbalbond，NVB）。
1929年，协会获得皇家称号，正式改为现名皇家荷兰足球协会（Koninklijke Nederlandse Voetbal Bond，KNVB）。

## 外部連結
- KNVB.nl - 荷蘭足總官方網站 （页面存档备份，存于） （英文） / （荷兰文）
- 荷蘭國家足球隊歷史 （页面存档备份，存于） （英文） / （荷兰文）